# Ivan Sztyepanovics Utrobin
Ivan Sztyepanovics Utrobin, oroszul: Иван Степанович Утробин (Orlovka, 1934. március 10. – 2020. június 25.) olimpiai bronzérmes szovjet-orosz sífutó.

## Pályafutása
Az 1962-es zakopanei világbajnokságon a 4 × 10 km-es váltóval bronzérmet szerzett. Az 1964-es innsbrucki olimpián ugyanebben a versenyszámban bronzérmet nyert társaival: Gennagyij Vaganovval, Igor Voroncsihinnel és Pavel Kolcsinnel.

## Sikerei, díjai
- Olimpiai játékok – 4 × 10 km, váltó
  - bronzérmes: 1964, Innsbruck
- Világbajnokság – 4 × 10 km, váltó
  - bronzérmes: 1962